# Такие разные близнецы
«Такие разные близнецы» (англ. Jack & Jill; оригинальное название — «Джек и Джилл») — американская кинокомедия, снятая режиссёром Деннисом Дуганом в 2011 году. Мировая премьера состоялась 11 ноября 2011 года, премьера в России — 2 февраля 2012 года.

## Сюжет
Джек, преуспевающий работник рекламного агентства, счастливо живёт с красавицей женой и детьми в Лос-Анджелесе. Он боится только одного события в году — приезда на День благодарения его сестры-близняшки Джилл. Приехав в очередной раз в гости к брату, Джилл перевернула его спокойную жизнь с ног на голову и, похоже, уезжать домой в Бронкс не торопится.

## В ролях
| Актёр           | Роль                           |
| --------------- | ------------------------------ |
| Адам Сэндлер    | Джек Мюррей / Джилл Бристоу    |
| Кэти Холмс      | Эрин Мюррей                    |
| Аль Пачино      | в роли самого себя             |
| Дэна Карви      | кукольник                      |
| Натали Гал      | тренер                         |
| Шакил О’Нил     | в роли самого себя             |
| Реджис Филбин   | в роли самого себя             |
| Валери Махаффей | Битси                          |
| Норм Макдональд | парень по прозвищу Весёлозадый |
| Эухенио Дербес  | Фелипе / бабушка Фелипе        |
| Сантьяго Сегура |                                |
| Фатима Хассан   | медсестра                      |
| Джонни Депп     | в роли самого себя             |
| Дэвид Спейд     | Моника                         |
| Билли Блэнкс    | в роли самого себя             |
| Кристи Бринкли  | в роли самой себя              |
| Коби Брайант    | в роли самого себя             |

## Реакция
Фильм был резко негативно оценён критиками, получив всего 3 % положительных рецензий на Rotten Tomatoes. На 32-й церемонии вручения премии «Золотая малина» фильм побил рекорд, получив «призы» во всех существующих номинациях, включая «Худший фильм года», «Худшую мужскую роль» (Адам Сэндлер) и «Худшую женскую роль» (Адам Сэндлер), а также «Худшую мужскую роль второго плана» (Аль Пачино) и «Худшую женскую роль второго плана» (Дэвид Спейд).
Фильм получил 10 антинаград «Золотая малина» впервые за всю историю вручения «награды». По количеству номинаций премии «Золотая малина» фильм занимает 2-е место: 12 номинаций (больше было только у фильма «Шоугёлз» — 13).